# グラフレックスのカメラ製品一覧
グラフレックスのカメラ製品一覧はグラフレックスが製造販売して来たカメラの一覧である。

## 写真乾板/シートフィルム使用カメラ

### グラフレックスシリーズ
シリーズ全体では1898年から1963年までの実に65年も製造された優れた大型木製一眼レフカメラ。日本では長らく「イギリスのアダムス・バイデックスあたりに影響された」という説が信じられて来たが、高島鎮雄の調査によればこれは逆で、ハードボードを芯にして革で覆い、肉眼明視距離でグラウンドグラスを見られるように折畳式のピントフードを備え、ラック・アンド・ピニオンによるピント調節など1901年の最初のグラフレックスが先鞭をつけ、イギリスの一眼レフカメラは全てこれに倣ったものであり、1906年発売のアダムス・バイデックスが備える後ろヒンジの上蓋と高いピントフード、反射を防ぐためわずかに前傾したグラウンドグラス、ラック・アンド・ピニオンの前板繰り出しなどはまさにグラフレックスのコピー以外の何物でもない。1902年発売のシュー・レフレクター、ニューマン&ガーディアのレフレックスセルフフォーカシングカメラ、1904年発売マリオンのソホ・レフレックスなど例外なくグラフレックスの影響を受けている。ボディーは柾目のマホガニー製で隅は組み木細工になっており、木目を直角にした二重構造で強化されており、その高い強度から「撮影行に疲れたらイス代わりになる」とさえ言われた。外装は上質のモロッコ革張り、蛇腹はフレンチカーフ、金属部品は酸化ガンメタルでブルーグレーに仕上げた真鍮製である。ミラーは裏面鏡で暗い中で明るい箇所を結像させると線が二重になり見にくいことがあるが、ミラー表面をこすっても銀が落ちないので耐久性が高い。後部は「グラフレックスバック」で「グラフィックバック」「グラフロックバック」とは互換性がない。
- グラフレックス（1901年[3]発売） - 1905年まで製造された[3]。シャッターはスリット調整式で故障しやすい[3]。
- リバーシブルバック・グラフレックス（1901年[3]発売） - 1905年まで製造された[3]。シャッターはスリット調整式で故障しやすい[3]。
- ツーリスト・グラフレックス（1902年[3]発売） - 1905年まで製造された[3]。シャッターはスリット調整式で故障しやすい[3]。
- ステレオ・グラフレックス（1904年[3]発売） - 1905年まで製造された[3]。シャッターはスリット調整式で故障しやすい[3]。
- オートグラフレックス - 画面サイズは3¼×4¼in判、4×5in判、5×7in判があった[3]。レンズボードは交換式[3]。繰り出しはラック・アンド・ピニオン[3]。バックは横位置固定[3]。シャッターは固定スリット式となり、速度はT、1/10-1/1000秒[3]。当初のピントフード上蓋は前ヒンジ45度開き、アコーディオン状のフード後方の孔からミラーを見る方式で[3]あり、シャッターもボタンであった[3]が、1911年にピントフード上蓋が前ヒンジの通常タイプになり[3]、シャッターもレバーになった[3]。1916年からピントフード上蓋が後ろヒンジの典型的「グラフレックススタイル」になり[3]、1921年にシャッター制御が簡略化[3]された。1923年まで製造[3]された。
  - オートグラフレックス3¼×4¼in判（1906年[3]発売） - 当初2 3/4×2 3/4inボード、1919年以後2 7/8×2 7/8inボードを使用した[3]。蛇腹の伸びは7in[3]。
  - オートグラフレックス4×5in判（1906年[3]発売） - 当初3×3in、1918年以後3¼×3¼inボードを使用した[3]。蛇腹の伸びは8½in[3]。
  - オートグラフレックス5×7in判（1906年[3]発売） - 4×4inボードを使用した[3]。蛇腹の伸びは8½in[3]。
  - オートグラフレックスjr.（1906年[3]発売） - 3¼×4¼in判で前玉回転式のクック・アナスチグマートF5.6を固定装着した普及型[3]。
- RBオートグラフレックス（1906年[3]発売） - 画面サイズは4×5in判[3]。蛇腹の伸びは12½in[3]。1906年以前のグラフレックスのシャッターを固定マルチスリット式に置換したもの[3]。3½×3½inボードを使用した[3]。ピントフードは後ろヒンジ[3]。1908年まで製造された[3]。
- ステレオオートグラフレックス（1906年発売） - 画面サイズは5×7in判[3]。ステレオ・グラフレックスをオート化したもの[3]。レンズボードは3×5 3/4inで、ライズとフォールの機能を備える[3]。1923年まで製造された[3]。
- ナチュラリストグラフレックス（1907年[3]発売） - 画面サイズは4×5in判[3]。4×4inボードを使用した[3]。蛇腹の伸びは26inで焦点距離12 3/4in以上の焦点距離のレンズが使用できる[3]。ピントフードはウェストレベルにもアイレベルにもなる[3]。1921年まで製造された[3]。
- プレス・グラフレックス（1907年[3]発売） - 画面サイズは5×7in判[3]。蛇腹の伸びは14in[3]。シャッタースリットは8つあり、シャッター最高速は1/1500秒[3]。
- RBオートグラフレックス - 画面サイズは3¼×4¼in判と4×5in判のモデルがある[3]。レボルビングバックを備え、簡単に縦位置横位置を変更できる[3]。蛇腹は2段伸ばしで1:1の複写可能[3]。前板はライズ、フォール可能[3]。最も高性能で多用途に使えたため生産期間も最も長くなった[3]。1916年まで前ヒンジだった上蓋が1917年から後ろヒンジになった[3]。1941年まで製造された[3]。
  - RBオートグラフレックス3¼×4¼in判（1909年[3]発売） - 蛇腹の伸びは15in[3]。当初3×3in、1917年以後3¼×3¼inボードを使用した[3]。
  - RBオートグラフレックス4×5in判（1909年[3]発売） - 蛇腹の伸びは18in[3]。3¼×3¼inボードを使用した[3]。
- 1Aグラフレックス（1909年[3]発売） - 画面サイズは2½×4¼in判[3]。蛇腹の伸びは6½in[3]。2¼×4¼inボードを使用した[3]。3Aグラフレックスを小型化したモデルで、初めて横走りシャッターとなった[3]。ボディー左右端は丸い[3]。当初はパンタグラフ式の支えを持つ高いピントフードを備えていたが、1918年に変更された[3]。
- テレスコピックRBオートグラフレックス[注釈 1]（1912年[3]発売） - 画面サイズは4×5in判。蛇腹の伸びは12in。4×4inボードを使用した[3]。1906年に発売されたRBオートグラフレックスを近代化したもの[3]。
- ホームポートレートグラフレックス（1912年[3]発売） - 画面サイズは5×7in判[3]。蛇腹の伸びは18in[3]。当初前面と凹み部分に6¼×6¼inボードまたは5×5inボードの2種どちらかを装着できたが、1916年以降は5×5inボードのみとなった[3]。営業写真家が家庭に出張しポートレートを撮影するための特殊なもので、唯一レンズボードがスイング可能である[3]。ダルメイヤー製40in（1016mm）レンズを装着した「ビッグ・バーサ」はアメリカ合衆国で野球やフットボールの超望遠撮影に使用された。
- オートグラフレックスジュニア（1914年[3]発売） - 画面サイズは2½×3¼in判[3]。蛇腹の伸びは4-5½in[3]。レンズはスクリュー固定式[3]。バックは横位置固定[3]。超小型軽量モデル[3]。
- RBテレグラフレックス - 画面サイズは3¼×4¼in判と4×5in判のモデルがある[3]。テレスコピックRBオートグラフレックスを近代化した製品[3]。1923年まででカタログ落ちしたが1926年以降に使用されたフォルマー・グラフレックス・コーポレーションの銘板を持つ個体もあり、プロ用として少数生産され続けたらしい[3]。
  - RBテレグラフレックス3¼×4¼in判（1915年[3]発売） - 蛇腹の伸びは8½in[3]。3¼×3¼inボードを使用した[3]。
  - RBテレグラフレックス4×5in判（1915年[3]発売） - 蛇腹の伸びは12in[3]。4×4inボードを使用した[3]。
- RBグラフレックスジュニア（1915年[3]発売） - 2¼×3¼in判[3]。蛇腹の伸びは5¼-7¼in[3]。1914年発売のオートグラフレックスジュニアをRB化したものだが、一回り大きく重くなった[3]。ボディーは後のRBシリーズBに流用された[3]。
- コンパクトグラフレックス - 画面サイズは3¼×5½in判と5×7in判のモデルがある[3]。蛇腹の伸びは5¼-7¼in[3]。
  - コンパクトグラフレックス3¼×5½in判（1915年[3]発売） - 蛇腹の伸びは10in[3]。3¼×3¼inボードを使用した[3]。明らかに3Aグラフレックスからフィルムを収納するための両側の丸い部分を切り取ったもの[3]。
  - コンパクトグラフレックス5×7in判（1915年[3]発売） - 蛇腹の伸びは12in[3]。4×4inボードを使用した[3]。コンパクトグラフレックス3¼×5½in判と違い新設計されたもので、ミラーを畳んでレンズボードを押し込み小型化でき、そのため内部に遮光カーテンが一枚余分にあって、あまり耐久性は高くなかったという[3]。
- RBグラフレックスシリーズB - 画面サイズは2¼×3¼in判と3¼×4¼in判と4×5in判のモデルがある[3]。製造中止されたRBテレグラフレックスのボディーに小さいレンズスタンダードと蛇腹を装着したもので、レンズ交換はスクリューマウントとなり望遠レンズが1本用意されたのみで、多用途製は大幅に低下した[3]。
  - RBグラフレックスシリーズB2¼×3¼in判（1923年[3]発売） - 装着レンズの焦点距離は5½in。黒ハンマートーン塗装とクロームのトリム、白鏡胴でコーティングを施されたエクターレンズを備えて戦後も復活、最後はグラウンドグラスにエクタライト・フレネルレンズを装備し1951年まで製造された[3]。
  - RBグラフレックスシリーズB3¼×4¼in判（1923年[3]発売） - 1942年まで生産された。装着レンズの焦点距離は6 3/8in[3]。
  - RBグラフレックスシリーズB4×5in判（1923年[3]発売） - 1942年まで生産された。装着レンズの焦点距離は7½in[3]。
- グラフレックスシリーズB - RBグラフレックスシリーズBのRB機能を省略し、やや小型化された製品[3]。画面サイズは3¼×4¼in判と4×5in判と5×7in判のモデルがあり、後に2¼×3¼in判が追加された[3]。
  - グラフレックスシリーズB2¼×3¼in判（1925年[3]発売） - 装着レンズの焦点距離は4 3/8in[3]。1914年に発売されたオートグラフレックスジュニアにシリーズBのレンズボードを組み合わせた製品で、数はごく少ない[3]。1926年まで生産された[3]。
  - グラフレックスシリーズB3¼×4¼in判（1923年[3]発売） - 装着レンズの焦点距離は5½in[3]。1937年まで生産された[3]。
  - グラフレックスシリーズB4×5in判（1923年[3]発売） - 装着レンズの焦点距離は6 3/8in[3]。1937年まで生産された[3]。
  - グラフレックスシリーズB5×７in判（1923年[3]発売） - 装着レンズの焦点距離は7½in[3]。1942年まで生産された[3]。
- RBグラフレックスシリーズC（1926年[3]発売） - 画面サイズは3¼×4¼in判[3]。レンズはクック・アナスチグマート6½inF2.5で、スクリュー交換でき、望遠レンズが用意されていた[3]。RBテレグラフレックスのレンズスタンダードを補強した夜間・全天候モデル[3]。レンズが開放から鮮鋭というが軽合金製鏡胴が割れやすくまた噛み込んで外れなくなったものが多く、完全なものは貴重だという[3]。1935年まで製造された[3]。
- RBグラフレックスシリーズD - 画面サイズは3¼×4¼in判と4×5in判のモデルがある[3]。RBグラフレックスシリーズBは好評であったがレンズボード復活を望む声も多く、RBテレグラフレックスを復活させたもの[3]。
  - RBグラフレックスシリーズD3¼×4¼in判（1928年[3]発売） - 1941年まで生産された[3]。3¼×3¼inボードを使用した[3]。
  - RBグラフレックスシリーズD4×5in判（1928年[3]発売） - 1941年頃黒塗装とクロームメッキ仕上げになり、1947年まで生産された[3]。2 3/4×3 3/4inボードを使用した[3]。
- RBスーパーDグラフレックス - RBグラフレックスシリーズDにシンクロ接点とプリセット絞りを装備した[3]。最後の木製一眼レフカメラとして開発が極められ最も望ましいグラフレックスである[3]。シャッターテンションはLとHの2段階、シャッター速度は1/30-1/1000秒の8段階になった[3]。画面サイズは3¼×4¼in判と4×5in判のモデルがある[3]。
  - RBスーパーDグラフレックス3¼×4¼in判（1941年[3]発売） - 1963年まで生産された[3]。3¼×3¼inボードを使用した[3]。蛇腹の伸びは8¼in[3]。
  - RBスーパーDグラフレックス4×5in判（1928年[3]発売） - 1958年まで生産された[3]。3 3/4×3 3/4inボードを使用した[3]。蛇腹の伸びは12in[3]。レンズはエクター190mmF5.6またはグラフレックスオプター[3]。グラフレックスバッグが標準だがグラフロックバック仕様も注文できた[3]。

### スピードグラフィックシリーズ
最速1/1000秒のフォーカルプレーンシャッターを備えたフォールディングカメラ。大型一眼レフのグラフレックスシリーズよりも小型のカメラを求める写真家の要望に応える形で、サイクルグラフィックをベースに開発された。米国の多くの写真記者が使用するようになり、1930年以降は1950～60年代に35ミリ一眼レフやローライフレックスなど二眼レフが台頭するまでプレス用カメラの代表格だった。
レンズボードを交換することで、さまざまなレンズに対応する。
後部は基本的に「グラフィックバック」が装備され、「グラフレックスバック」とは互換性がない。一部、「グラフレックスバック」に交換された固体もある。「ペースメーカー」に装備された「グラフロックバック」とは通常のフィルムホルダーは互換性があるものの、ロールフィルムホルダーやグラフマチックは使用できない。

#### トップハンドル
1912年から1927年まで販売された、シリーズ最初のモデル。正式名称は単に「スピードグラフィック」だが、1940年発売の「アニバーサリー・スピードグラフィック」の発売後に区別するため「トップハンドル」と通称されるようになった。ボディ上部に持ち運び用ハンドルが付いており、レンズボードが小さいのが特徴。4x5in判、5x7in判、3¼×4¼in判、3¼x5½in判の４種類が存在する。
- 5×7in判（1912年発売） - カタログによると、ボディーサイズは初期が「9x3¾x9½」（1912～1914）、後期が「8¾x3¾x9⅜ 」（1915～1924年）。レンズボードは3¾x3¾。1923年まで生産された。
- 4×5in判（1912年発売） -最もポピュラーなモデル。年代によってボディーサイズが異なり、1912～13年は「2⅞x7x8½」、1914年は「3¾x7x8½」とやや大きく、1915年以降は「6½x4x6⅜」に小型化された。後期モデルの中には、3¼x5½in判のボディーを4x5in判に改装したスペシャルモデルなどもある。レンズボードは3¼x3¼。1927年まで生産された。
- 3¼×4¼in判（1915年発売） - カタログには1915年から登場し、最高速は1/500秒まで。ボディーサイズは「5¾x2¾x6¼」と最も小さく軽い。レンズボードは2½x2½。
- 3¼x5½in判（1912年発売）-ボディーサイズは「3⅛x7½x7½」。レンズボードは3¾x3¾。1925年まで発売された。

#### プレアニバーサリー
レンズボードが大型化された。
- スピードグラフィック57（1928年発売） - 5×7in判。1939年まで生産された。
- スピードグラフィック45（1928年発売） - 4×5in判。1939年まで生産された。
- スピードグラフィック34（1935年発売） - 3¼×4¼in判。1939年まで生産された。

#### アニバーサリー
- スピードグラフィック45（1940年発売） - 4×5in判。1946年まで生産された。
- スピードグラフィック34（1940年発売） - 3¼×4¼in判。1946年まで生産された。

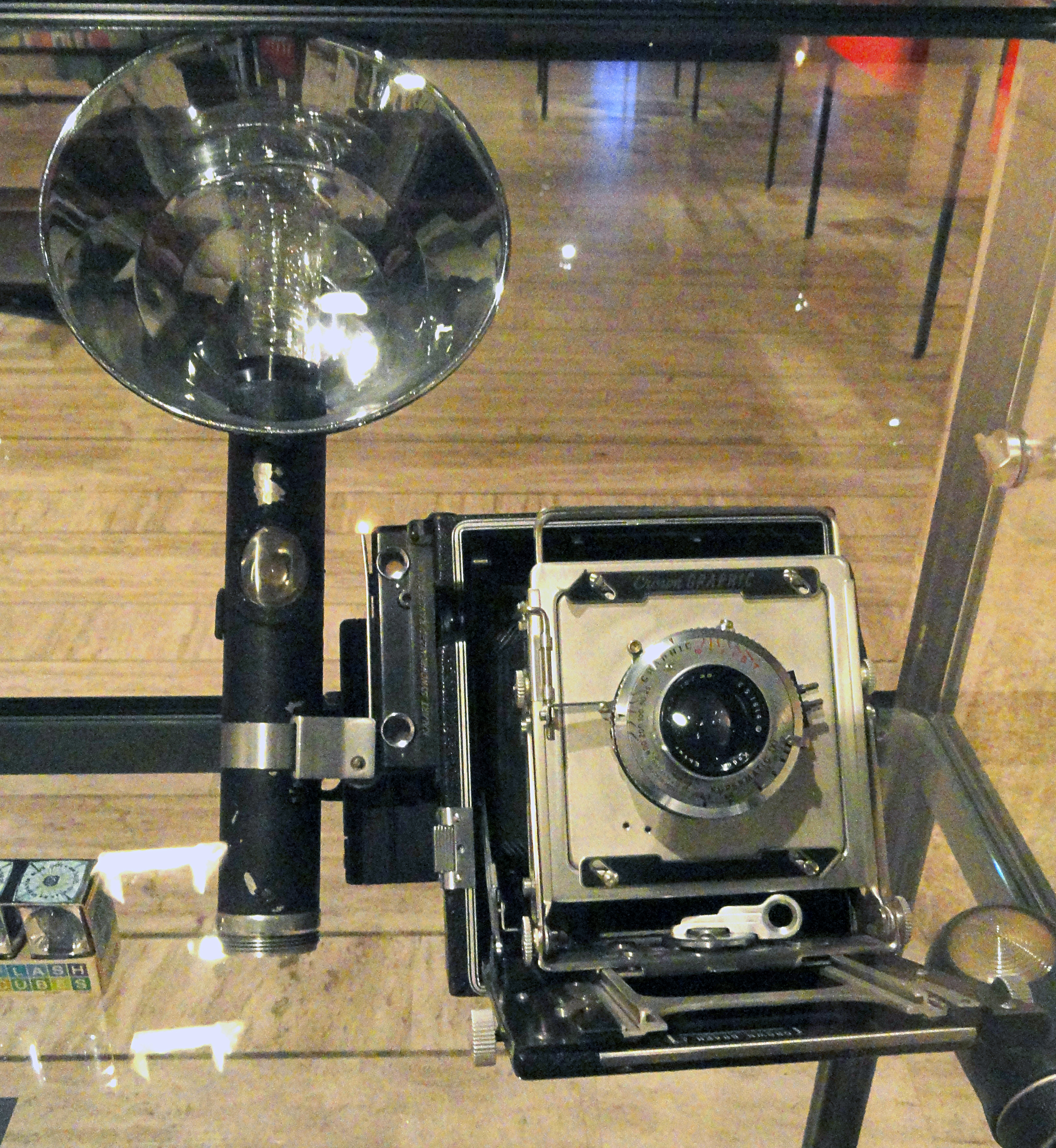
ペースメーカークラウングラフィック

#### ペースメーカー
フォーカルプレーンシャッターの機構が一新され、従来のスリット幅とテンションの組み合わせでシャッター速度を24速に設定する方式から、シンプルな6速に変更された。「ペースメーカー」と俗称する。この後事実上の国際規格となった「グラフロックバッグ」を採用し「グラフレックスバック」「グラフィックバック」とは互換性がない。レンズボードが金属製になった。
- スピードグラフィック4×5in判（1947年発売） - 1970年まで生産された。
- クラウングラフィック4×5in判（1947年発売） - スピードグラフィック4×5in判からフォーカルプレーンシャッターを省略したモデル。1973年まで生産された。
- スピードグラフィック3¼×4¼in判（1947年発売） - 1963年まで生産された。
- クラウングラフィック3¼×4¼in判（1947年発売） - スピードグラフィック3¼×4¼in判からフォーカルプレーンシャッターを省略したモデル。1962年まで生産された。

カラート製でボディ側面に装備されていた距離計が1950年後半頃4×5in判モデルのみボディ上部に移動、自社製距離計となり、カム交換により複数レンズに連動するようになり、電池と豆電球を内蔵しレンジファインダーから被写体側に照射することで暗闇でのピント合わせができるようになり、これを「トップメーター」と俗称する。

#### スーパーグラフィック
全金属製。フォーカルプレーンシャッターはない。後部は「グラフロックバック」で「グラフレックスバック」「グラフィックバック」とは互換性がない。
- スーパーグラフィック（1958年発売） - 4×5in判。1973年まで生産された。
- スーパースピードグラフィック（1961年発売） - 4×5in判。1970年まで生産された。最高速が1/1000秒のフロントシャッターを装備した。

## 120フィルム使用カメラ

### ナショナル・グラフレックスシリーズ
ボディーは金属製である。6×7cm判の先駆的カメラ。ロールフィルム時代になってからハッセルブラッド発売まで一時数少なくなった時期の一眼レフカメラの一つ。レンズは75mmが装着されており、交換はバヨネット式。シャッターは1/30-1/500秒、Bで、グラフレックスとしては珍しいセルフキャッピングの可変スリット式。女性向けに小型化したモデルと言うが、操作方法が込み入っており使いやすいとは言いがたい。
- ナショナル・グラフレックス・シリーズI（1933年発売[3]） - 1935年まで生産された[3]。

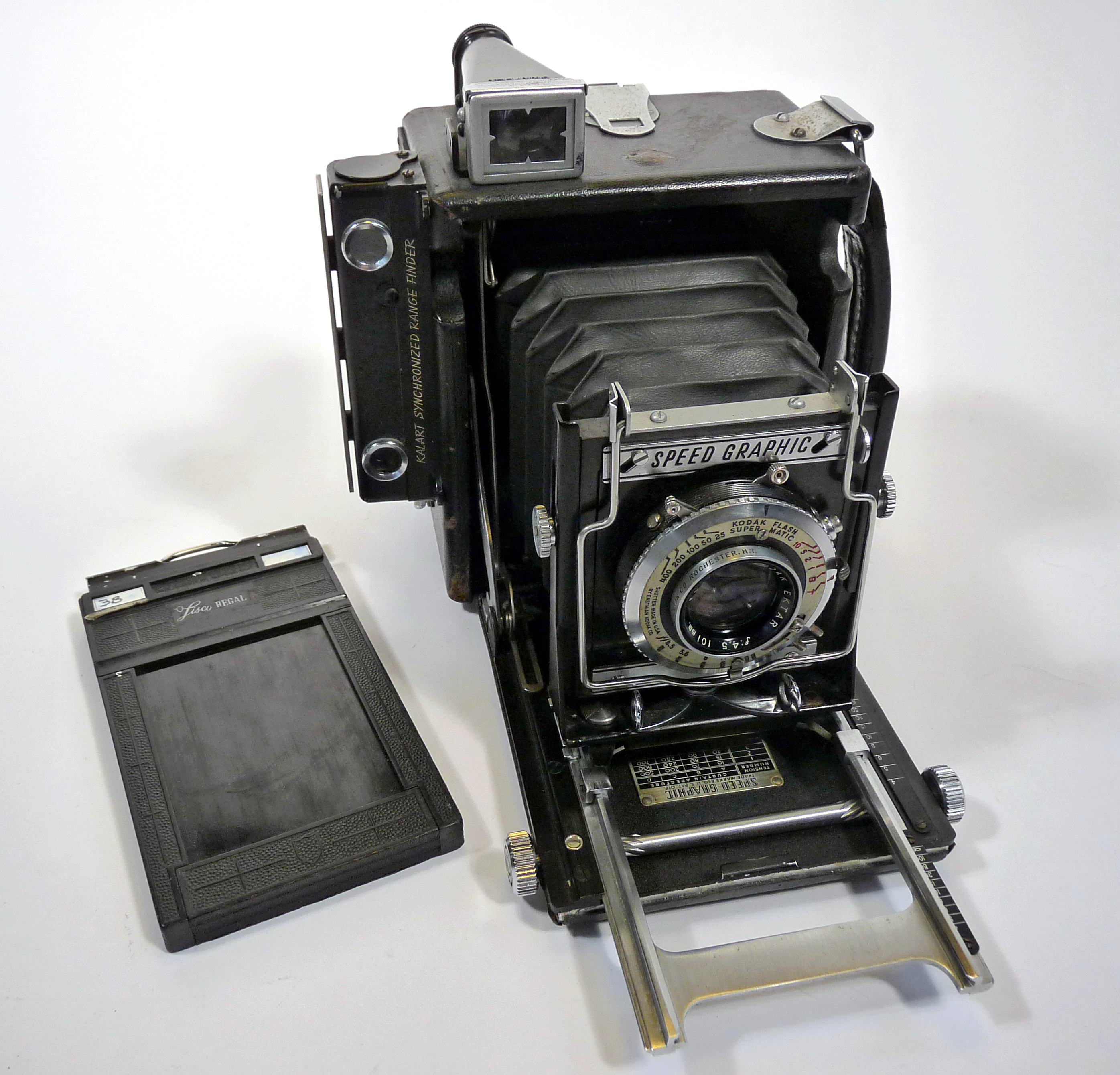
ミニチュアスピードグラフィック

- ナショナル・グラフレックス・シリーズII（1934年発売[3]） - 1941年まで生産された[3]。140mmの交換レンズが用意された[3]。

### スピードグラフィックシリーズ

#### アニバーサリー
- ミニチュアスピードグラフィック（1939年発売） - 6×9cm判。1946年まで生産された。

#### ペースメーカー
フォーカルプレーンシャッターの機構が一新され、従来のスリット幅とテンションの組み合わせでシャッター速度を24速に設定する方式から、シンプルな6速に変更された。「ペースメーカー」と俗称する。この後事実上の国際規格となったグラフロックバッグを採用した。レンズボードが金属製になった。*スピードグラフィック23（1947年発売） - 6×9cm判。1958年まで生産された。
- クラウングラフィック23（1947年発売） - 6×9cm判。スピードグラフィック23からフォーカルプレーンシャッターを省略したモデル。1958年まで生産された。
- センチュリーグラフィック（1949年発売） - 6×9cm判。クラウングラフィック23のボディをプラスチック樹脂製とし軽量化したモデル。1970年まで生産された。

### グラフレックスXLシリーズ
グラフロックバッグ交換により6×6cm判、6×7cm判、6×9cm判にもなり、ポラロイドバッグも用意された。最終的には権利がカンボに売却されカンボXLとなった。
- グラフレックスXLスーパーワイド - 超広角専用カメラ。
- グラフレックスXLスタンダード
- グラフレックスXLレンジファインダー - レンジファインダーを備えたリジッドボディーのカメラ。ファインダーには3つ枠が入っており、外側から80mm、100mm、180mm用である。パララックスは自動補正される。

レンズは専用バヨネットマウント。カール・ツァイス、シュナイダー・クロイツナッハ、ローデンシュトック製が用意された。
- スーパーアンギュロン47mmF8 - シュナイダー・クロイツナッハ製。
- グランダゴン58mmF5.6 - ローデンシュトック製。
- プラナー80mmF2.8 - カール・ツァイス製。
- ヘリゴン80mmF2.8 - ローデンシュトック製。
- ヘリゴン95mmF2.8 - ローデンシュトック製。
- イザレックス95mmF3.5 - ローデンシュトック製。
- プラナー100mmF2.8 - カール・ツァイス製。
- テッサー100mmF3.5 - カール・ツァイス製。
- イザレックス150mmF4.5 - ローデンシュトック製。
- ゾナー180mmF4.8 - カール・ツァイス製。
- ロテラー270mmF6.6 - ローデンシュトック製。

### グラフレックス22
- グラフレックス22 - 6×6cm判の二眼レフカメラ。シローカメラを合併し、その製品だったシローフレックスを小変更して発売したもの。

### グラフレックスノリタシリーズ
6×6cm判のフォーカルプレーン式一眼レフカメラ。ノリタ66にグラフレックスブランドを冠したOEM製品。

## 122フィルム使用カメラ

### グラフレックスシリーズ
- 3Aグラフレックス（1907年[3]発売） - 初のロールフィルム用グラフレックス[3]で、3¼×5½in（ポストカード）判。第一次世界大戦当時の報道写真家や、鉄道写真家に愛用された[3]。前方両側にロールフィルムを収納する場所がある[3]。当初3×3in、1913年以降3½×3½inボードを使用した[3]。

## 135フィルム使用カメラ
- グラフレックスシロー35（1949年発売） - シローカメラを合併し、その製品だったシロー35をブランド変更して発売したもの。
- グラフレックスグラフィック35（1955年発売） - ピント合わせが特徴的なシーソー式になった。
- グラフレックスセンチュリー35（1958年発売） -
- グラフィック35エレクトリック（1959年発売） - イロカエレクトリックのグラフレックスブランド版。
- グラフレックスセンチュリー35A（1960年発売） - 興和製コーワ35Nのグラフレックスブランド版。

## 70mmフィルム使用カメラ
- コンバットグラフィック（1953年発売） - コンタックスIIをそのまま大型化したような形状で「ガリバーズコンタックス」と俗称される。フーベルト・ネルヴィン設計。